# Lars Rådh
Lars Olov Rådh, född 8 februari 1958 i Hässelby kyrkobokföringsdistrikt i Stockholm, är en svensk tjänsteman i offentlig förvaltning, verkställande direktör och före detta politiker (socialdemokrat) (under 1990-talet).
Lars Rådh föddes i Hässelby i Stockholm och flyttade till Rinkeby 1970. Han inledde sin politiska bana i Rinkeby och Tensta, bland annat som ordförande i SSU-Tensta. Han är utbildad till förvaltningssocionom vid Stockholms universitet. I den tidiga yrkeskarriären var han bland annat projektledare, butikschef och avdelningschef i Konsum/Domus.
Rådh började som kanslichef åt Mats Hulth på finansroteln i Stockholms stadshus. Han blev finanssekreterare i Stockholm (motsvarande kommundirektör) efter Socialdemokraternas valvinst 1994, och borgarråd december 1995–september 2000.
Efter tiden som politiker blev han år 2000 ansvarig för att bygga upp KvaLita Närsjukvård, ett privat vårdföretag med närsjukvård/primärvård och företagshälsovård. Han blev koncernchef i KvaLita år 2004, styrelseordförande i KvaLita år 2006–mars 2007. I mars 2007 blev han marknadschef på Sjukvårdsrådgivningen SVR AB, och under våren 2008 tf VD. Sjukvårdsrådgivningen ägs av Sveriges landsting med uppgift att driva verksamhet och IT-projekt inom den nationella IT-strategin för Hälsa och omsorg, däri ingår att ge råd om vård på nätet och i telefon dygnet runt. Rådh var 2008–2013 kommunchef i Flens kommun, varefter han återvände till Stockholms stad, först som förvaltningschef för serviceförvaltningen under större delen av 2014 och sedan, efter maktskiftet som följde på samma års val, som stadsdirektör (stadens högste tjänsteman) 2014–2016.